# Újszalonta
Újszalonta es un pueblo ubicado en el distrito de Sarkad, en el condado de Békés, Hungría.

## Superficie
Posee una superficie de 20,83 kilómetros cuadrados.

## Demografía
Hasta 2019 la población era de 99 habitantes, con una densidad de población de 4,753 habitantes por kilómetro cuadrado.